# Aśvaghoṣa
Aśvaghoṣa (?80-?150) (Devanagari: अश्वघोष) was een Indiase boeddhistische meestermonnik, filosoof en dichter. Hij werd geboren in een brahmanenfamilie in de Noord-Indiase plaats Saketa. Men zegt dat hij de eerste Sanskriet dramaschrijver was. Hij behoort samen met Kālidāsa tot de grootse Indiase dichters. Tijdens zijn leven schreef hij veel boeddhistische literatuur, waaronder de Buddhacarita, een epische biografie van Gautama Boeddha. Volgens de Chinese vertaling van Kumārajīva van de traditionele biografie van Aśvaghoṣa leidde hij een ascetisch zwervend leven en versloeg hij bij debatten al zijn tegenstanders.
In het chan (boeddhisme) wordt hij gezien als de twaalfde chanpatriarch.
De Mahāyāna Śraddhotpāda Śāstra, een belangrijke tekst in het mahayana-boeddhisme, is geschreven door Aśvaghoṣa bodhisattva. Er wordt betwist of het wel geschreven is door deze Aśvaghoṣa, gezien het feit dat "Aśvaghoṣa" een populaire Indiase jongensnaam was toentertijd. Deze discussie door Chinese filosofen is tot op heden nog niet geëindigd.